# 佐贺县旗
佐贺县旗（日语：／ Saga ken ki）是日本的47面都道府县旗之一。

## 概要
1968年12月11日制定。是县花樟树花的图案化。白花象征的是“公正”，“清廉”，红色的雄蕊与雌蕊象征“热情”与“诚实”，6片花瓣与6对雄蕊的形状表现了“调和与强大的发展”。
另外，1936年指定的古佐贺县章与县旗不同于此，当初设计的县旗县章，已不具有正式的地位。1992年设计了有别于县章的新徽记，东京都与鹿儿岛县尚未制定不同于县章的徽记。